# Pygmodeon xyleus
Pygmodeon xyleus es una especie de escarabajo longicornio del género Pygmodeon, tribu Neoibidionini, subfamilia Cerambycinae. Fue descrita científicamente por Martins en 1974.
La especie se mantiene activa durante los meses de febrero, octubre y noviembre.

## Descripción
Mide 11,6-11,8 milímetros de longitud.

## Distribución
Se distribuye por Bolivia.